# Krampus: Ác mộng đêm Giáng sinh
Krampus: Ác mộng đêm Giáng sinh (tên tiếng Anh: Krampus) là một bộ phim kinh dị Mỹ của đạo diễn Michael Dougherty và của biên kịch Michael Dougherty, Todd Casey và Zach Shields. Phim có sự tham gia của Adam Scott, Toni Collette, David Koechner, Allison Tolman, Conchata Ferrell, Emjay Anthony, Stefania LaVie Owen và Krista Stadler. Phim phát hành vào ngày 4 tháng 12 năm 2015 bởi Universal Pictures.

## Nội dung
Ba ngày trước Lễ Giáng sinh, gia đình Engel đoàn tụ bên nhau để ăn mừng Giáng sinh. Cậu bé Max rất tin vào ông già Noel và viết một lá thư để gửi cho ông ấy. Thành viên trong gia đình Engel còn có Tom, Sarah, Beth, Howard, Linda, Howie Jr., Stevie, Jordan, Chrissie, dì Dorothy và bà Omi.
Gia đình đã xảy ra nhiều xung đột với nhau, làm mất đi không khí vui vẻ của Giáng sinh. Hai người chị họ của Max đã đọc lá thư cậu gửi cho ông già Noel và xúc phạm cậu. Max nổi giận xé lá thư rồi ném ra ngoài cửa sổ. Đêm đó bão tuyết kéo đến làm cả thị trấn bị mất điện. Beth xin phép đến nhà bạn trai, trên đường đi cô bé bị một sinh vật to lớn có sừng truy đuổi và bị giết chết.
Tom và Howard ra khỏi nhà đi tìm Beth, họ đến nhà bạn trai cô bé thì thấy căn nhà đã bị tàn phá và có mấy dấu chân lạ như dấu chân dê. Hai người bị một quái vật dưới tuyết tấn công. Về đến nhà, cả gia đình chặn hết các cửa sổ lại. Lát sau Howie Jr. bị cái móc lớn kéo vào trong lò sưởi, mặc dù cả gia đình cố gắng cứu cậu.
Bà Omi giải thích rằng cả nhà đang bị săn lùng bởi Krampus, một linh hồn ác quỷ cổ xưa chuyên đi trừng phạt người nào làm mất đi tinh thần Giáng sinh. Bà Omi kể rằng khi bà còn là đứa trẻ, bố mẹ bà và người dân trong thị trấn xảy ra xung đột vào ngày Giáng sinh, điều này chọc giận Krampus. Krampus bắt tất cả mọi người xuống cõi âm ti, nhưng tha mạng cho bà Omi.
Gia đình Engel bị tấn công bởi đám quái vật chui ra từ mấy hộp quà. Họ cố gắng chiến đấu chống lại đám quái vật này, cho đến khi bọn yêu tinh của Krampus từ bên ngoài vào bắt dì Dorothy, Howard và Chrissie đi mất. Tom quyết định dẫn các thành viên còn lại bỏ chạy khỏi nhà. Bà Omi hi sinh thân mình ở lại để đánh lạc hướng Krampus, người chui ra từ lò sưởi và mở cái bao đựng quái vật ra giết chết bà. Từng người bị đám quái vật bắt đi, chỉ còn một mình Max được Krampus tha mạng. Max chạy đến chỗ Krampus và bọn yêu tinh, cậu xin Krampus hãy bắt cậu đi thay cho gia đình. Max nói xin lỗi Krampus vì cậu làm mất đi tinh thần Giáng sinh, Krampus có vẻ chấp nhận lời xin lỗi của cậu rồi hắn ném cậu xuống cái hố địa ngục.
Max thức dậy vào buổi sáng Giáng sinh, cậu nhận ra vừa rồi chỉ là cơn ác mộng, phát hiện ra gia đình mình vẫn còn sống và đang ở dưới nhà. Gia đình Engel vui vẻ tặng quà Giáng sinh cho nhau. Ở một thế giới bí ẩn nào đó, Krampus đang dùng những quả cầu tuyết để theo dõi gia đình họ cùng những gia đình khác.

## Diễn viên
- Adam Scott[4] vai Tom Engel
- Toni Collette vai Sarah Engel
- David Koechner[4] vai Howard
- Allison Tolman[5] vai Linda
- Conchata Ferrell vai Dì Dorothy
- Emjay Anthony[4] vai Max Engel
- Stefania LaVie Owen[6] vai Beth Engel
- Krista Stadler vai Omi Engel
- Và một số diễn viên khác